# Sergio García de la Fuente
Sergio García de la Fuente (Barcelona, 9 de juny de 1983) és un exfutbolista català, que jugava com a davanter. Posteriorment, fa d'entrenador de futbol.
Després de començar al FC Barcelona, va representar principalment el Saragossa i el RCD Espanyol, exercint com a capità d'aquest últim equip. Durant 14 temporades, va acumular un total de 360 partits i 75 gols a La Liga.
Internacional amb la selecció catalana, és el futbolista amb més partits jugats amb Catalunya, un total de 16 partits, i el màxim golejador històric amb 9 dianes.  García també va jugar amb la selecció espanyola, amb la qual va guanyar l'Eurocopa 2008.

## Carrera de club
Es va formar a les categories inferiors del UD Bon Pastor, FC Barcelona i de la Damm CF.

### FC Barcelona
Va debutar amb el primer equip blaugrana el 2 de setembre de 2003 a les ordres de Frank Rijkaard però no va tenir gaires oportunitats Golejador habitual del filial a la Segona Divisió B, va debutar amb el primer equip el 29 d'octubre de 2002, entrant com a substitut per Geovanni durant els últims 28 minuts d'una victòria per 2-0 fora de casa contra el Club Brugge KV a la Lliga de Campions de la UEFA d'aquella temporada; Va fer un altre cameo en aquella competició el 19 de març següent, en una victòria per 2-0 contra el Newcastle United FC a la segona fase de grups.
El 3 de setembre de 2003, García va debutar a la Lliga en el seu primer partit al Camp Nou, amb un empat a 1 contra el Sevilla FC. L'1 de març de l'any següent, va signar una extensió de contracte de tres anys.
García va ser cedit al Llevant UD el 21 de juliol de 2004, abans de la propera temporada de la primera categoria. Va marcar el seu primer gol a la competició el 3 d'octubre per completar una victòria per 2-0 contra el RCD Mallorca a l'Estadi Ciutat de València, i fou el màxim golejador de l'equip, en un any en què els valencians van baixar de categoria; el seu últim gol va ser el 5 de maig de 2004 en una derrota per 3-1 contra l'Albacete Balompié, on va ser expulsat moments després per una baralla amb Santiago Denia.

### Saragossa
Garcia va jugar els 38 partits amb el Reial Saragossa a la temporada 2007–08, en la qual finalment van descendir de la màxima categoria. A principis de la la temporada següent, va ser vinculat a diversos clubs de la Premier League, com ara el Liverpool FC, el Tottenham Hotspur FC, el West Ham United FC i l'Stoke City FC, juntament amb el seu company d'equip Diego Milito. Els rumors que deixaria el Saragossa s'havien alimentat encara més després del descens del club, ja que va ser expulsat d'una sessió d'entrenament de pretemporada per l'entrenador Marcelino García Toral i després va quedar fora de la seva derrota en la primera jornada contra el Llevant.

### Betis
L'1 de setembre de 2008, en els últims segons del mercat de fitxatges, després de continus rumors, García va fitxar pel Reial Betis, per una tarifa propera als 10 milions d'euros. Va marcar el seu primer gol amb el seu nou club el 27 de setembre en el partit de l'equip a casa contra el Reial Madrid (derrota per 2-1), després d'un penal que ell mateix havia fallat. El 16 de novembre va marcar dos gols en una victòria per 3-1 a casa contra el Racing de Santander, i, el 18 de gener de l'any següent, en va afegir un altre en una derrota per 3-1 fora de casa contra el Reial Valladolid.
García va ser expulsat tres vegades a la primera meitat de la temporada. El 7 de febrer de 2009, va ajudar el Betis a aconseguir una victòria històrica contra el veí Sevilla, marcant en una victòria per 2-1. En forma, es va lesionar al genoll després de celebrar el seu gol contra el CD Numancia, un empat a 3 a casa el 4 d'abril, finalment perdent-se un mes de competició –amb l'equip passant per dificultats durant aquest temps– i finalment baixant de categoria al final.
García va marcar 12 gols a la temporada 2009–10, però els andalusos no van aconseguir l'ascens.

### RCD Espanyol
L'agost de 2010 es va fer oficial el seu traspàs al RCD Espanyol per 1,8 milions d'euros, amb un contracte per cinc anys. Arribava al club com a substitut del veterà Raúl Tamudo, que va marxar després de gairebé 20 anys de servei. No va marcar en els seus primers 15 partits amb l'equip de Mauricio Pochettino, posant fi a la sequera el 9 de gener de 2011 quan, com a substitut, va concloure una victòria per 4-0 a casa contra el Reial Saragossa, assistit pel seu homònim Luis García.
El 24 de novembre de 2013, García va marcar el seu primer hat-trick pels Pericos en una victòria per 4-1 contra el Rayo Vallecano; dos dels seus tres gols van ser de penal. La temporada següent, va marcar 14 gols a la lliga, la millor marca de la seva carrera (a Espanya). El 2015 fou imputat per la presumpta compra del partit que havia enfrontat l'Espanyol amb l'Osasuna a la fi de la temporada 2013-2014.

### Al-Rayyan
L'11 de novembre de 2014, la Federació Catalana de Futbol li atorgà el Premi al Millor Jugador Català de l'any.
García va rebutjar una oferta per unir-se a l'Al Sadd SC de Qatar, que havia fitxat recentment Xavi Hernández, del FC Barcelona. El 29 de juny, però, es va unir a l'Al-Rayyan SC al mateix país. Va debutar l'11 de setembre, com a titular en una victòria per 4-0 a casa contra l'Al-Sailiya SC, i va marcar el seu primer gol el 2 d'octubre quan va confirmar una victòria per 2-0 contra l'Al-Mesaimeer Sports Club a l'estadi Thani bin Jassim; el 22 de novembre, va marcar dos gols i va fer una assistència en un dels quatre gols de Rodrigo Tabata en una victòria rècord a la lliga per 9-0 contra el Qatar SC.
El 5 de març de 2016, García va marcar un gol en una victòria per 5-0 contra l'Al-Wakrah Sport Club que va donar al seu equip el seu primer títol de lliga en 21 anys, encara amb cinc partits per jugar.

### Carrera posterior
El 16 de juny de 2017, amb 34 anys, García va tornar a l'Espanyol després d'acceptar un contracte d'un any. Exactament dos anys després, va marxar.
El novembre de 2020, García va tornar al futbol al CF Montañesa, de la Tercera Divisió, amb seu a Nou Barris, fitxant al costat del seu antic company d'equip del Barcelona i l'Espanyol Joan Verdú.

## Internacional

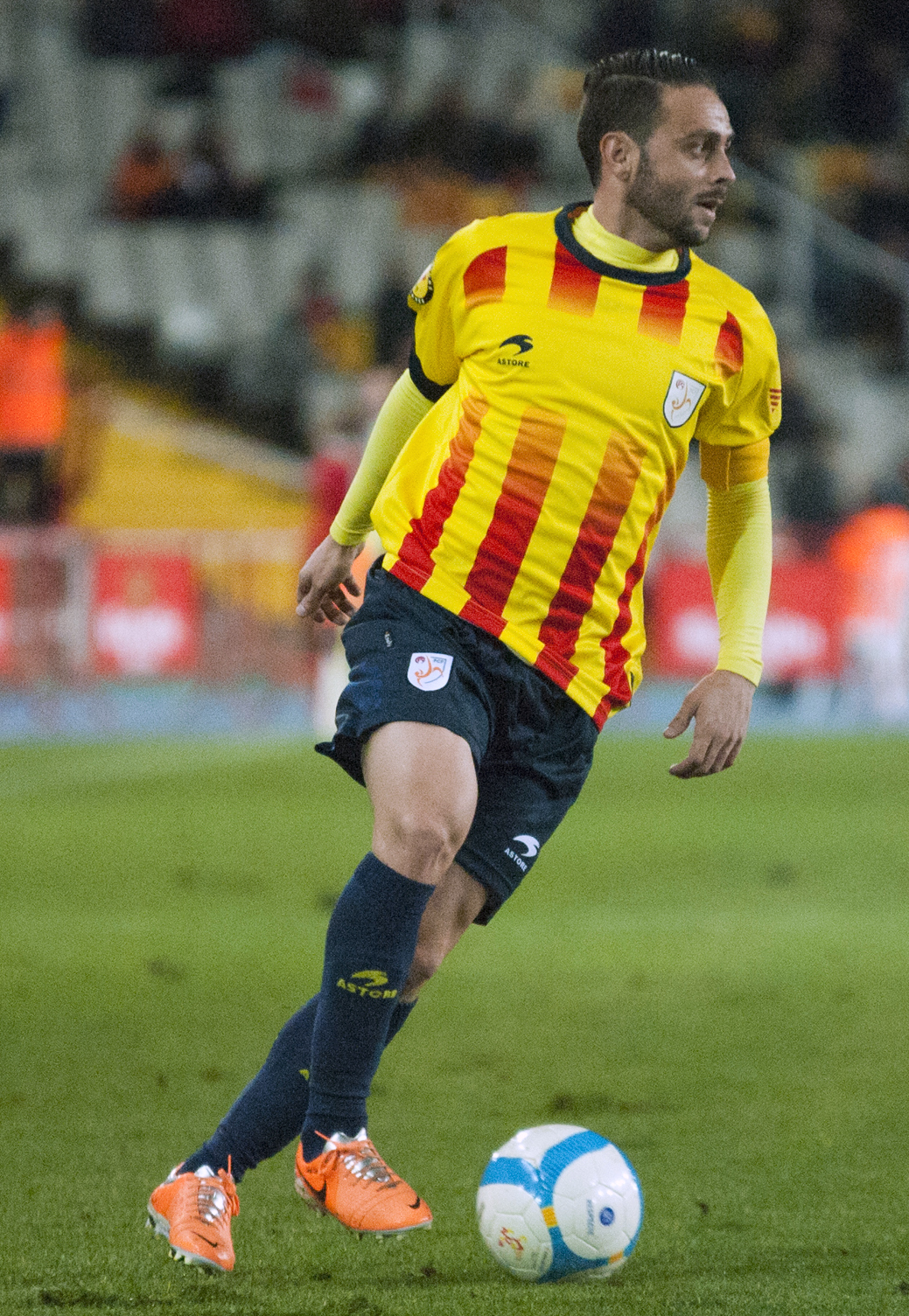
Sergio García, amb la samarreta de la selecció catalana, el 2013.

### Selecció catalana
Sergio García és el futbolista amb més partits jugats amb la selecció catalana, un total de 16 partits, i el màxim golejador amb 9 dianes.
El 30 de desembre de 2011 va disputar amb la selecció catalana el Trofeu Catalunya Internacional 2011,  contra la selecció de Tunísia, un partit disputat a l'Estadi Olímpic Lluís Companys, que va acabar en empat a 0.
El 22 de desembre de 2009, va marcar el primer gol de l'equip en una derrota per 4-2 contra l'Argentina.
El 3 de gener de 2013 va disputar amb la selecció catalana el Trofeu Catalunya Internacional 2012,  contra la selecció de Nigèria, un partit disputat a l'Estadi de Cornellà-El Prat, que va acabar en empat a 1.
El 30 de desembre de 2013, va marcar dos gols en una victòria per 4-1 contra Cap Verd, en el Trofeu Catalunya Internacional 2013, un partit disputat a l'Estadi Olímpic Lluís Companys de Barcelona, que va acabar amb victòria de la selecció catalana per 4 gols a 1.
El 28 de desembre de 2016 va disputar com a titular amb la selecció catalana el Trofeu Catalunya Internacional 2016, un partit contra la selecció de Tunísia que va acabar en empat 3 a 3 i finalment en victòria tunisenca a la tanda de penals. Sergio va marcar el segon gol de la selecció en el partit.
El 25 de març de 2019 va disputar amb la selecció catalana el partit contra Veneçuela, que va acabar amb victòria catalana per 2 a 1, a Montilivi; i en aquest partit va superar Sergio González com el jugador amb més internacionalitats amb Catalunya de la seva història.
El 29 de maig de 2024 en ocasió del partit Catalunya - Panamà, la Federació Catalana de Futbol el va homenatjar conjuntament amb Bojan Krkic. Com a reconeixement per la seva dedicació i compromís amb la selecció catalana, tots dos jugadors van rebre una samarreta emmarcada amb el lema “Gràcies per ser-hi sempre”.

### Selecció espanyola
García també va representar Espanya a tots els nivells juvenils. Fou part de la selecció espanyola sub-19 que va guanyar el Campionat d'Europa sub-19 de la UEFA 2002 a Noruega, empatant en una victòria per 3-1 contra la Eslovàquia sub-19 en el seu últim partit de grups a Drammen. El 22 d'octubre de 2003, contra la selecció sub-20 d'Eslovàquia, va marcar un hat-trick en una victòria per 4-0 en la preparació del Campionat Mundial Juvenil de la FIFA. Durant el torneig als Emirats Àrabs Units, va marcar contra la selecció sub-20 de Mali al grup i va marcar l'únic gol contra la selecció sub-20 del Paraguai als vuitens de final, en un torneig en què Espanya fou finalista.
Sense haver estat internacional en aquell nivell prèviament, García va formar part de la convocatòria espanyola de 23 jugadors per al Campionat d'Europa de futbol 2008 (que Espanya va guanyar) com a substitut de Bojan Krkić, del Barcelona. Va debutar amb la selecció estatal el 31 de maig de 2008, entrant al minut 83 com a substitut de David Silva en un partit d'exhibició que va guanyar per 2-1 contra el Perú a Huelva. Va debutar el 18 de juny, jugant els 90 minuts contra Grècia en el tercer i últim partit del grup D d'Espanya a l'Eurocopa 2008: al minut 88, va fer una centrada precisa amb l'esquerra per a Dani Güiza que va rematar de cap el gol de la victòria per 2-1.

## Palmarès
Al-Rayan
- Qatar Stars League: 2015–16[33]

Espanya 
- Eurocopa de futbol: 2008[53]

Espanya sub-19
- Campionat d'Europa de Futbol sub-19 de la UEFA: 2002[54]

Espanya sub-20
- Copa del Món de futbol sub-20 (finalista): 2003[50]